# Бањичко гробље
Бањичко гробље је гробље у Београду. Налази се у Улици Краљице Ане у општини Савски венац.

## Опште информације
Гробље је основано средином 19. века, а простире се на површини од једног хектара. Његов власник је град Београд, а дато је на управљање предузећу ЈКП „Погребне услуге“ Београд.